# Namdalseid
Namdalseid es un municipio y pueblo de la provincia de Trøndelag, en Noruega. La capital municipal es el propio pueblo de Namdalseid. Otras localidades del término municipal son  Sjøåsen, Statland, Tøttdalen y Sverkmoen.
A 1 de enero de 2015 tiene 1644 habitantes.
Originalmente se llamaba Eið, que en antiguo nórdico significaba "camino entre dos aguas", haciendo referencia a que los vikingos lo usaban como canal para navegar entre el fiordo de Beitstad y el fiordo de Namsen; Namdals es el caso genitivo de Namdalen y se añadió al topónimo a mediados del siglo XVI. El municipio fue creado como formannskapsdistrikt en 1838. Entre 1846 y 1904 estuvo integrado en el municipio de Beitstad. En 1964 se amplió su término con parte del territorio del vecino municipio de Otterøy.
El pueblo se ubica sobre la carretera Fv17, a medio camino entre Namsos y Steinkjer.